# Сугановское сельское поселение
Сугановское се́льское поселе́ние — муниципальное образование в Еловском районе Пермского края Российской Федерации.
Административный центр — село Суганка.

## История
Статус и границы сельского поселения установлены Законом Пермской области от 10 ноября 2004 года № 1761-364 «Об утверждении границ и о наделении статусом муниципальных образований Еловского района Пермской области»

## Население
| 2010 | 2012 | 2013 | 2014 | 2015 | 2016 | 2017 |
| ---- | ---- | ---- | ---- | ---- | ---- | ---- |
| 806  | ↘749 | ↘717 | ↘692 | ↘654 | ↘632 | ↘618 |
| 2018 | 2019 | 2020 |      |      |      |      |
| ↘598 | ↘557 | ↘546 |      |      |      |      |

## Состав сельского поселения
| № | Населённый пункт | Тип населённого пункта       | Население |
| - | ---------------- | ---------------------------- | --------- |
| 1 | Жуланы           | деревня                      | 49        |
| 2 | Куштомак         | село                         | 161       |
| 3 | Нижняя Барда     | село                         | 124       |
| 4 | Суганка          | село, административный центр | 382       |
| 5 | Чулпанышка       | деревня                      | 11        |
| 6 | Ятыш             | деревня                      | 79        |

### Упразднённые населённые пункты
1 июля 2009 года упразднена деревня Верхняя Барда